# Euthias
Euthias (altgriechisch Εὐθίας) war ein antiker griechisch-attischer Komödiendichter des 4. Jahrhunderts v. Chr.
Von Euthias sind keine Werke überliefert, nicht einmal deren Titel, was bei anderen Autoren doch öfter der Fall ist. Einzig bekannt ist, dass er bei einem Wettbewerb mit einem seiner Stücke einen zweiten Platz belegt hat. Im Bereich der Eckterrasse des Kerameikos, des größten antiken Friedhofs im antiken Athen, wurde die Basis aus Piräuskalk für ein Grabmonument, einen Naïskos, des Dichters gefunden. Die Basis trug als Inschrift ein sechszeiliges Epigramm auf den Dichter. Basis und Epigramm werden in die Mitte des 4. Jahrhunderts v. Chr. datiert, womit auch Euthias’ Lebensdaten eingegrenzt werden können.